# Жоховские
Жоховские (пол. Żochowski) — польский дворянский род герба Бродзиц, восходящий к XVI веку.
Киприан Жоховский был в XVII веке архиепископом Полоцким и митрополитом Белой Руси. Род этот внесён в VI и I части родословной книги Витебской, Гродненской и Киевской губерний.

## Гербы, которые использовались Жоховскими
- Герб Бродзиц (Brodzic)
- Герб Любич (Lubicz)
- Герб Правдзиц (Prawdzic)
- Равич (Rawicz)[3]
- Герб Старыконь (Starykoń) [4]
- Герб Прус III (Prus III) [5]
- Герб Прус (Prus) [6]